# Pawłówka (województwo podlaskie)
Pawłówka – wieś w woj. podlaskim, w pow. sejneńskim, w gminie Krasnopol.  Leży przy drodze wojewódzkiej nr 653.
| SIMC    | Nazwa    | Rodzaj    |
| ------- | -------- | --------- |
| 0761213 | Epidemia | część wsi |

W latach 1975–1998 miejscowość administracyjnie należała do województwa suwalskiego.
Wieś położona nad rzeczką Pawłówką. W Pawłówce jest 27 drewnianych domków i ok. 120 mieszkańców.

## Zabytki
Do rejestru zabytków Narodowego Instytutu Dziedzictwa wpisane są następujące obiekty:
- cmentarz wojenny z I wojny światowej (nr rej.: 332 z 10.03.1983)

### Inne
- kościół typu bazylikowego z 1923 r.
- największy na Suwalszczyźnie głaz narzutowy o obwodzie 15 m[8].